# Гран Театро Фалья
«Гран Театро Фалья» (исп. Gran Teatro Falla) — театр в андалусском Кадисе. Располагается в здании в неомавританском стиле из красного кирпича на площади Фрагела, напротив Вдовьего дома и рядом со зданием медицинского факультета Кадисского университета. На сцене театра проходят ежегодные артистические конкурсы Кадисского карнавала.
Строительство здания театра началось в 1884 году по проекту архитектора Адольфо Моралеса де лос Риос на фундаменте старого деревянного здания Большого театра Кадиса, сгоревшего в 1871 году. В отсутствие достаточного финансирования строительные работы велись медленно и завершились в 1905 году. В 1926 году Большой театр Кадиса получил имя уроженца города, композитора Мануэля де Фальи. Реставрация здания проводилась в 1987—1991 годах.